# Rudolf Eucken
Rudolf Christoph Eucken (Aurich, 5 de janeiro de 1846 — Jena, 15 de setembro de 1926) foi um filósofo alemão. Foi galardoado com o Nobel de Literatura de 1908.

## Início de vida
Eucken nasceu em Aurich, Reino de Hanôver (hoje Baixa Saxônia). Seu pai morreu quando ele era criança, e foi criado por sua mãe. Foi educado em Aurich, onde um de seus professores foi o filólogo clássico e filósofo Ludwig Maximilian Wilhelm Reuter (1803-1881). Estudou na Universidade de Göttingen e na Universidade de Berlim. Na última instituição, Friedrich Adolf Trendelenburg foi um professor cuja ética tendencial e o tratamento histórico da filosofia o atraíram muito.

## Carreira
Eucken recebeu seu Ph.D. em filologia clássica e história antiga na Universidade de Göttingen em 1866, mas a tendência de sua mente estava definitivamente para o lado filosófico da teologia. Em 1871, depois de cinco anos trabalhando como professor de escola, foi nomeado professor de Filosofia na Universidade de Basileia, na Suíça. Ficou lá até 1874, quando assumiu uma posição semelhante na Universidade de Jena, na Alemanha, em 1874. Ficou lá até se aposentar em 1920. De 1913-1914 atuou como professor convidado na Universidade de Nova Iorque. Durante a Primeira Guerra Mundial, Eucken, como muitos de seus colegas acadêmicos, tomou uma linha forte em favor das causas com as quais seu país se associou.

## Principais trabalhos
Ele foi um escritor prolífico; suas obras mais conhecidas são:
- Die Lebensanschauungen der großen Denker (1890; 7a. ed., 1907; 1918; Trad. para o inglês., W. Hough and Boyce Gibson, The Problem of Human Life, 1909) (O problema da vida humana visto pelos grandes pensadores)
- Der Kampf um einen geistigen Lebensinhalt (1896) (A luta por um conteúdo espiritual da vida)
- Der Wahrheitsgehalt der Religion (1901) (A Verdade da Religião)
- Grundlinien einer neuen Lebensanschauung (1907) (A base da vida e o ideal da vida: os fundamentos de uma nova filosofia de vida)
- Der Sinn und Wert des Lebens (1908) (O Sentido e o Valor da Vida)
- Geistige Strömungen der Gegenwart (1908; apareceu pela primeira vez em Die Grundbegriffe der Gegenwart;  tradução inglesa por M. Stuart Phelps "Main Currents of Modern Thought", Nova York, 1880) (Principais correntes do pensamento moderno)
- Können wir noch Christen sein? (1911) (Can We Still Be Christians?, 1914)
- Present Day Ethics in their Relation to the Spiritual Life (1913) (Conferências Deem proferidas na Universidade de Nova York)
- Der Sozialismus und seine Lebensgestaltung (1920) (Socialism: an Analysis (1922)) (Socialismo: uma análise)

Outras obras notáveis são:
- Die Methode der aristotelischen Forschung (1872) (O método aristotélico de pesquisa)
- Geschichte der philosophische Terminologie (1879) (História da Terminologia Filosófica)
- Prolegomena zu Forschungen über die Einheit des Geisteslebens (1885) (Prolegomena para pesquisar sobre a unidade da vida espiritual)
- Beiträge zur Geschichte der neueren Philosophie (1886, 1905) (Contribuições para a História das Novas Filosofias)
- Die Einheit des Geisteslebens (1888) (A Unidade da Vida Espiritual)
- Thomas von Aquino und Kant (1901) (Tomás de Aquino e Kant)
- Gesammelte Aufsätze zu Philosophische und Lebensanschauung (1903) (Coleção de Ensaios sobre Visões de Filosofia e Vida)
- Philosophie der Geschichte (1907) (Filosofia da História)
- Einführung in die Philosophie der Geisteslebens (1908; tradução inglesa, A Vida do Espírito, FL Pogson, 1909, Biblioteca Teológica da Coroa) (Introdução à Filosofia da Vida do Espírito)
- Hauptprobleme der Religionsphilosophie der Gegenwart (1907) (Principais Problemas da Filosofia da Religião Atual)

Traduções para o inglês de seu trabalho incluem:
- Liberty in Teaching in the German Universities (1897)
- Are the Germans still a Nation of Thinkers? (1898)
- Progress of Philosophy in the 19th Century (1899)
- The Finnish Question (1899)
- The Present Status of Religion in Germany (1901)
- The Problem of Human Life as Viewed by the Great Thinkers from Plato to the Present Time, Charles Scribner's Sons, 1909.
- Back to Religion, 1912.
- Main Currents of Modern Thought: A Study of the Spiritual and Intellectual Movements of the Present Day, T. Fisher Unwin, 1912.
- The Meaning and Value of Life, A. e C. Black, 1913.
- Can we Still be Christians?, The Macmillan Company, 1914.
- Collected Essays, T. Fisher Unwin, 1914.
- Knowledge and Life (tradução), G.P. Putnam's Sons, 1914.

Ele deu palestras na Inglaterra em 1911 e passou seis meses dando palestras na Universidade de Harvard e em outros lugares nos Estados Unidos em 1912–1913.